# Stefanovo število
Stefanovo števílo [štéfanovo ~] (označbe St, Ste ali Sf) je v termodinamiki brezrazsežna količina, določena kot razmerje med otipljivo toploto in specifično latentno toploto:
{\displaystyle \mathrm {Ste} ={\frac {c_{p}\Delta T}{q_{t}}}={\frac {c_{p}\left(T-T_{t}\right)}{q_{t}}}\!\,,}
kjer je {\displaystyle c_{p}\!\,} specifična toplota pri stalnem tlaku, {\displaystyle \Delta T\!\,} temperaturna razlika med fazama, {\displaystyle q_{t}\!\,} specifična latentna toplota pri taljenju, {\displaystyle T\!\,} temperatura sistema in {\displaystyle T_{t}\!\,} temperatura tališča. Število je uporabno pri analizi Stefanove naloge. Izhaja iz računov Jožefa Stefana o hitrosti faznega prehoda vode v led na polarnih ledenih kapah iz leta 1889. Pojem Stefanovega števila na ta način je uvedel G. S. H. Lock z Univerze Alberte kot spremenljivko pri asimptotični, približni rešitvi problema premične meje.
Stefanovo število so najprej zapisali tudi v obliki kot razmerje med gostoto izsevanega energijskega toka (po Stefan-Boltzmannovem zakonu) in gostoto toplotnega toka pri prevajanju toplote v stacionarnem stanju:
{\displaystyle \mathrm {Ste} ={\frac {j^{\star }}{j}}={\frac {\sigma T^{4}}{\lambda \Delta T/l}}={\frac {\sigma lT^{3}}{\lambda }}\!\,,}
kjer je {\displaystyle \sigma } Stefanova konstanta, {\displaystyle T} temperatura segretega telesa, {\displaystyle l} karakteristična debelina plasti, {\displaystyle \lambda } toplotna prevodnost plasti, na drugi mejni plasti pa se vzame temperaturo enako 0, in je {\displaystyle \Delta T=T}.
Stefanovo število se imenuje tudi Starkovo število (označba Sk) po Johannesu Starku.
Obratna vrednost Stefanovega števila se imenuje število faznega prehoda (nemško Phasenübergangszahl):
{\displaystyle \mathrm {Ph} ={\frac {1}{\mathrm {Ste} }}\!\,.}
Sorodno število za izparevanje in ukapljevinjenje (uparjanje) je Jakobovo število.

## Zgledi
Za taljenje ledu pri standardni temperaturi je na primer:
{\displaystyle \mathrm {Ste} ={\frac {4186,8\cdot 20}{333400}}=0,25\!\,.}